# Laura Kaeppeler
Laura Marie Kaeppeler (Kenosha, 2 marzo 1988) è una modella statunitense, eletta Miss America 2012 il 14 gennaio 2012 in rappresentanza dello stato del Wisconsin.
Kaeppeler, che è originaria di Kenosha, Wisconsin, ha frequentato la St. Joseph High School, ed ha conseguito la laurea presso la Carthage College nel 2010. La Kaeppeler è stata la prima rappresentante del Wisconsin a vincere il titolo di Miss America dal 1973, anno in cui vinse Terry Anne Meeuwsen.